# ムスカリン

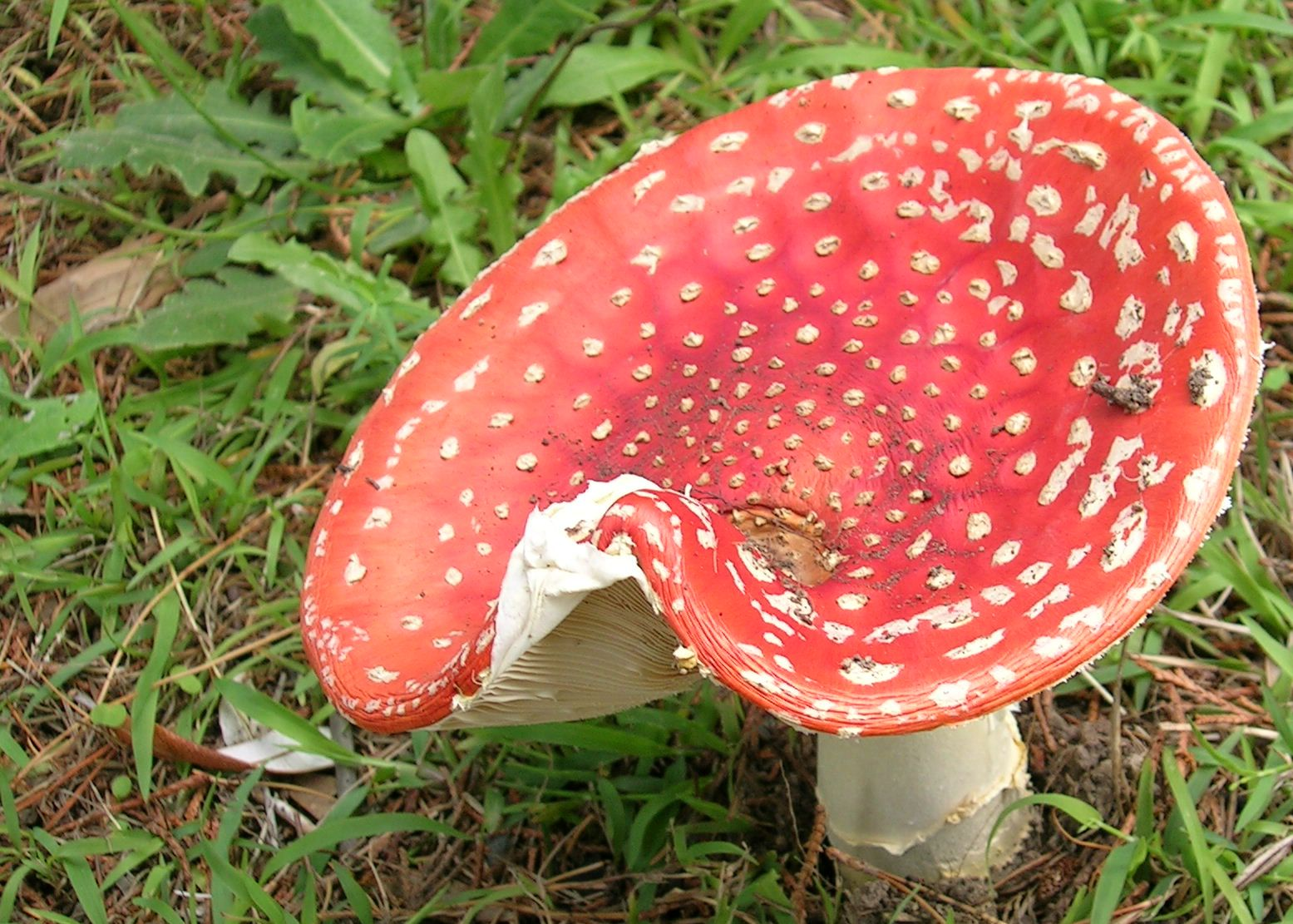
ベニテングタケ (Amanita muscaria)。ムスカリンを含む菌類の一つ。

ムスカリン（英: muscarine、L-(+)-muscarine、muscarin）は、アセタケ類およびカヤタケ類の特定のキノコに含まれるアルカロイドの一種。1869年にベニテングタケ（学名 Amanita muscaria）から初めて単離された（0.00025 % - 0.0003 %含まれる）。
ムスカリンは最初に研究された副交感神経作用物質で、末梢の副交感神経系に重篤な刺激作用を生じさせ、痙攣や死にいたることもある。ムスカリンは、血液脳関門を通れないため、中枢神経系に直接影響を及ぼすことはない。ムスカリンは、あるタイプのアセチルコリン受容体（ムスカリン性アセチルコリン受容体）に結合し、神経伝達物質アセチルコリンの作用を模倣する、副交感神経作用薬である。
ムスカリン中毒は、キノコの摂取後15-30分後に、涙と唾液の分泌増加、発汗が見られることで特徴づけられる。大量に服用した場合、これらの徴候の後に、腹痛、ひどい吐き気、下痢、瞳孔の縮小（縮瞳）、呼吸困難などが続くことがある。これらの中毒症状は、通常2時間以内で静まるとされる。ムスカリン中毒によって死亡することは珍しいが、まれに心臓発作や呼吸不全の原因になることがある。解毒剤としてアトロピンがある。
- 化学名：（2S,4R,5S）-（4-ヒドロキシ5-メチル-テトラヒドロフラン-2-イルメチル）-トリメチル-アンモニウム

## ムスカリンを含むキノコ
- テングタケ科テングタケ属 - テングタケ[3]、ベニテングタケ[3]など。極微量含まれる。主要な毒成分はイボテン酸などである。
- アセタケ科 アセタケ属[3] - オオキヌハダトマヤタケ、シラゲアセタケなど。ムスカリンを多く含み、毒性は強い。
- キシメジ科 カヤタケ属[3] - カヤタケ、シロヒメカヤタケ、コカブイヌシメジなど。欧米に多い。
- イッポンシメジ科 - イッポンシメジ、クサウラベニタケ。日本で中毒が多いキノコ。
- イグチ科 ニガイグチ属 - ニガイグチ。 主な毒性分として含有。